# 王爽
王爽(おう そう、王爽、1995年5月16日 - ）は、中国の囲碁棋士。山東省煙台市出身。中国囲棋協会所属、四段。全国囲棋個人戦、建橋杯女子囲棋公開戦優勝など。

## 経歴
2011年全国智力運動会アマ女子個人戦優勝、同年初段、国家隊選抜戦女子組優勝。2012年建橋杯女子囲棋公開戦ベスト8。2013年アジアインドア・マーシャルアーツゲームズ女子団体戦に中国代表チームとして出場し優勝。2014年から女子甲級リーグに湖南省チームで出場。
2015年建橋杯で準優勝。2016年二段。2017年三段。2018年全国囲棋個人戦優勝、四段。2019年女子名人戦準優勝、建橋杯決勝で潘陽を2-0で破って優勝。

### タイトル歴
- 全国囲棋個人戦 2018年
- 建橋杯女子囲棋公開戦女子部 2019年

### 他の棋歴
国際棋戦
- 呉清源杯世界女子囲碁選手権 2019年ベスト8
- 日中韓ペア碁名人選手権 2019年優勝（時越とペア）
- アジアインドア・マーシャルアーツゲームズ 2013年女子団体戦優勝

国内棋戦
- 建橋杯女子囲棋公開戦 2015年準優勝
- 閬中古城杯女子名人戦 2019年準優勝
- 全国囲棋個人戦女子部 2016年4位、2017年6位
- 中国女子囲棋甲級リーグ戦
  - 2014年（湖南友誼阿波羅）7-7
  - 2015年（湖南友誼阿波羅）
  - 2016年（湖南友誼阿波羅）
  - 2017年女子団体戦（拉薩棋院）5-2
  - 2018年（河北体彩）6-10
  - 2019年（河北体彩）7-11
  - 2020年（浙江体彩）
- 全国囲棋団体戦
  - 2018年丙級（天津天大）4-2